# Perfume-diszkográfia
A Perfume japán együttes diszkográfiája ezidáig három nagylemezből, két válogatásalbumból, hat koncertlemezből, húsz önálló kislemezből és kettő digitális kislemezből áll.

## Albumok

### Nagylemezek
| Adatok                                                                                         | Oricon | Eladások | Minősítések      |
| ---------------------------------------------------------------------------------------------- | ------ | -------- | ---------------- |
| Game - Megjelent: 2008. április 16. - Kiadó: Tokuma Japan - Formátum: CD, digitális letöltés   | 1      | 473 285  | - JPN: 2×platina |
| Triangle - Megjelent: 2009. július 8. - Kiadó: Tokuma Japan - Formátum: CD, digitális letöltés | 1      | 331 227  | - JPN: platina   |
| JPN - Megjelent: 2011. november 30. - Kiadó: Tokuma Japan - Formátum: CD, digitális letöltés   | 1      | 340 639  | - JPN: platina   |

### Válogatásalbumok
| Album details                                                                              | Oricon | Eladások | Minősítések  |
| ------------------------------------------------------------------------------------------ | ------ | -------- | ------------ |
| Perfume: Complete Best - Megjelent: 2007. február 14. - Kiadó: Tokuma Japan - Formátum: CD | 25     | 177 405  | - JPN: arany |
| Fan Service: Prima Box - Megjelent: 2008. február 13. - Kiadó: Amuse - Formátum: CD        | 9      |          | —            |

## Kislemezek
| Év   | Cím                                | Slágerlisták | Slágerlisták | Slágerlisták | Eladások               | Album    |
| Év   | Cím                                | Oricon       | Hot 100      | RIAJ (Track) | Eladások               | Album    |
| ---- | ---------------------------------- | ------------ | ------------ | ------------ | ---------------------- | -------- |
| 2002 | Omadzsinai Perori                  | —            | —            | —            |                        |          |
| 2002 | Karesi Bosúcsú                     | —            | —            | —            |                        |          |
| 2003 | Sweet Donuts                       | —            | —            | —            | Perfume: Complete Best |          |
| 2004 | Monochrome Effect                  | 117          | —            | —            | Perfume: Complete Best | 1018     |
| 2004 | Vitamin Drop                       | 119          | —            | —            | Perfume: Complete Best | 802      |
| 2005 | Linear Motor Girl                  | 99           | —            | —            | Perfume: Complete Best | 2630     |
| 2006 | Computer City                      | 45           | —            | —            | Perfume: Complete Best | 3841     |
| 2006 | Electro World                      | 77           | —            | —            | Perfume: Complete Best | 1989     |
| 2007 | Fan Service (Sweet)                | 31           | 23           | —            | 9124                   | Game     |
| 2007 | Polyrhythm                         | 7            | —            | —            | 77 079                 | Game     |
| 2008 | Baby Cruising Love/Macaroni        | 3            | —            | —            | 65 686                 | Game     |
| 2008 | Love the World                     | 1            | 1            | 1            | 146 167                | Triangle |
| 2008 | Dream Fighter                      | 2            | —            | —            | 107 783                | Triangle |
| 2009 | One Room Disco                     | 1            | 1            | —            | 101 016                | Triangle |
| 2010 | Fusizen na Girl/Natural ni Koisite | 2            | —            | 9            | 107 254                | JPN      |
| 2010 | Voice                              | 2            | —            | 6            | 121 704                | JPN      |
| 2010 | Nee                                | 2            | 2            | 11           | 108 465                | JPN      |
| 2011 | Laser Beam/Kaszuka na Kaori        | 2            | 2            | 3            | 124 613                | JPN      |
| 2011 | Spice                              | 2            | 2            | 15           | 92 289                 | JPN      |
| 2012 | Spring of Life                     | 2            | 1            | 4            | 103 266                | TBA      |

### Digitális kislemezek
| Év   | Cím                       |
| ---- | ------------------------- |
| 2006 | Twinkle Snow Powdery Snow |
| 2011 | Perfume Selection         |

## Videók

### Koncertalbumok
| Év                        | Cím                                                                                               |
| ------------------------- | ------------------------------------------------------------------------------------------------- |
| 2007                      | Fan Service (Bitter)                                                                              |
| 2008                      | Fan Service (Bitter)                                                                              |
| Perfume First Tour "Game" |                                                                                                   |
| 2009                      | Perfume "Budoukaaaaaaaaaan!!!!!"                                                                  |
| 2009                      | Perfume in Happy de Ki ni Naru Chandelier House                                                   |
| 2010                      | Perfume Second Tour 2009: Csokkaku Nitohen Szankakkei Tour                                        |
| 2011                      | Kesszei 10 Súnen, Major Debut 5 Súnen Kinen! Perfume Live at Tokyo Dome "1 2 3 4 5 6 7 8 9 10 11" |